# Церква Покрови Пресвятої Богородиці (Золота Слобода)
Церква Покрови Пресвятої Богородиці в Золотій Слободі — парафія і храм греко-католицької громади Козлівського деканату Тернопільсько-Зборівської архієпархії Української греко-католицької церкви в селі Золота Слобода Тернопільського району Тернопільської области.
Оголошена пам'яткою архітектури місцевого значення.

## Історія церкви
До 1729 року в селі існувала дерев'яна церква. У 1798 році в документах згадується вже дерев'яна, підмурована, греко-католицька церква з гонтовим дахом.
Кам'яну дзвіницю збудували у 1822 році за кошти Домініка Ціковського. Будівництво нової кам'яної церкви розпочалося у 1885 році, тоді ж звели й проборство. Храм був завершений у 1899 році. Проєкт церкви привіз з Риму Павло Чух, а ініціатором будівництва став Роман Сидорак, який заклав наріжний камінь. Навесні 1944 року дах церкви був зруйнований артилерійським обстрілом.
У 1990 році розпочалася відбудова храму за проєктом Любомира Бачинського. Іконостас для оновленої церкви виготовили львівські художники, зокрема Орест Парубок, Всеволод Трофимнюк та Ігор Винник. Найбільших зусиль до відбудови доклали Володимир Ткач, Іван Грицило та Федір Коваль. Оновлений храм освятив у 1990 році єпископ Михаїл Сабрига.
Парафія була греко-католицькою до 1946 року і залишається такою з 1990 року.
У 1936 році парафію відвідував єпископ Никита Будка. У 2009 та 2011 роках візитації здійснив єпископ Василій Семенюк.
При церкві діють спільноти «Матері в молитві», Марійська та Вівтарна дружини, а також церковний комітет.
На території села встановлено фігуру Покрови Пресвятої Богородиці (2010), місійний хрест (2009) та хрест на честь 1000-ліття Хрещення Руси-України (1989).

## Парохи
- о. Григорій Гродзінський (з кінця XVII ст. до 20 січня 1729),
- о. Ян Гродзінський (1729—1758),
- о. Микола Смеречинський (1758—1785),
- о. Стефан Барщевський,
- о. Данило Матешинський,
- о. Андрій Горасимович,
- о. Василь Щупачкевич,
- о. Михайло Синявський
- о. Теодор Янович,
- о. Михайло Барусєвич (1841—1874),
- о. Гавриїл Медицький (1874—1904),
- о. Михайло Горбачевський (1904—1912),
- о. Василь Пак (1912—1913),
- о. Орест Дурбака (1913—1917),
- о. Роман Добровольський (1917—1940),
- о. Йосиф Чикало (1940—1941),
- о. Роман Добровольський (1941—1942),
- о. Любомир Сембратович (1942—1944),
- о. Володимир Шанайда (1944—1963),
- о. Лев Сальвицький (1963—1986),
- о. Михайло Штабель (1990—2008),
- о. Олег Довбенко (9 січня 2008 — 22 листопада 2008),
- о. Остап Луців (з 23 листопада 2008 року).